# Doritos
Doritos là thương hiệu snack tortilla tẩm gia vị của Mỹ, hoạt động từ năm 1964. Nhãn hàng trực thuộc Frito-Lay, một công ty con của PepsiCo. Những gói Doritos đầu tiên vốn không được tẩm gia vị, đến năm 1967 mới có loại đầu tiên ướp vị là Taco. Doritos trở nên nổi tiếng toàn cầu sau những chiến dịch quảng bá của mình, hãng cũng thường xuyên quảng cáo trong sự kiện thể thao Super Bowl.

## Thành phần
Thành phần chính của bim bim này là: bột ngô, dầu thực vật và muối. Mỗi loại Doritos sẽ có thêm các phụ gia khác nhau. Loại Nacho Cheese Doritos (Mỹ) có các thành phần sau: bột ngô, dầu thực vật, muối, pho mát cheddar,...
Nhiều nghiên cứu cho rằng dầu rán và phụ gia cho loại snack này có thể không tốt cho sức khỏe.

## Hình ảnh

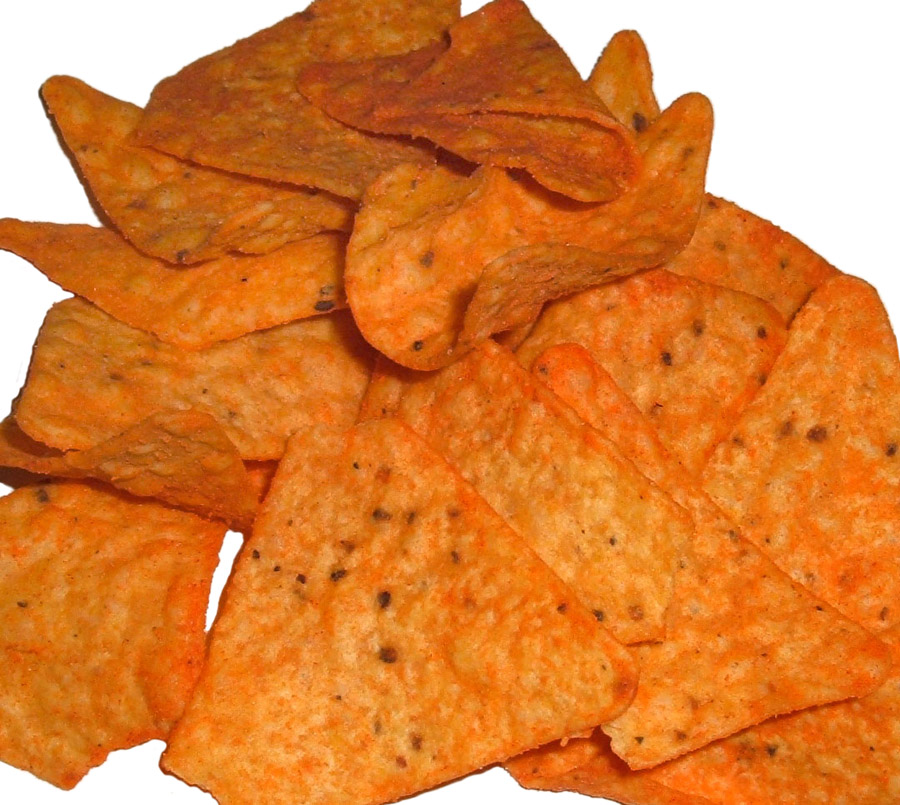
Nacho Cheese Dorito